# Piotr Reiss
Piotr Reiss (Poznań, Polonia, 20 de junio de 1972) es un exfutbolista polaco que jugaba en la posición de delantero. Considerado una de las figuras más destacadas de la historia del Lech Poznań, Reiss pasó 13 temporadas defendiendo los colores del club Kolejorz, con los que disputó 341 partidos y anotó 113 goles.

## Trayectoria
Nacido en Poznań, Reiss es uno de los jugadores más destacados de la historia del Lech Poznań. Debutó en 1994 con el club Kolejorz, y durante sus cuatro primeros años en el Lech acumuló 146 presencias y 50 goles marcados. Entre 1999 y 2001 pasó por varios clubes alemanes como el Hertha Berlín, el MSV Duisburgo y el Greuther Fürth, pero él aseguraba que fue para poder ayudar económicamente al Lech Poznań a través de la prima de fichaje que recibieron por él, ya que por aquel entonces el club pasaba ciertos problemas económicos.
Reiss debutó con la selección de fútbol de Polonia el 10 de noviembre de 1998 en un partido fuera de casa contra Eslovaquia, en el que marcó el primer gol del encuentro. En total, fue internacional en cuatro ocasiones y marcó un gol.
Tras su regreso de Alemania volvió a tomar las riendas del Lech como su capitán, jugando nuevamente entre 2002 y 2009 para el equipo blanquiazul. Hacia el final de su carrera, queriendo quedarse en su ciudad natal, fichó por el segundo equipo profesional de Poznań, el Warta de la I Liga, marcando 35 goles, antes de regresar al Lech para disfrutar de una temporada de despedida con su club favorito en 2012. El 21 de abril de 2013, a la edad de 40 años y 305 días, se convirtió en el goleador más veterano registrado en la historia de la Ekstraklasa, tras marcar en la victoria por 3-1 en casa contra el Zagłębie Lubin. Se retiró al final de la temporada, con un total de 109 goles en la máxima división polaca.
Finalizada su etapa como futbolista profesional, en 2014 se hizo brevemente cargo del Tarnovia Tarnowo Podgórne, un pequeño equipo del voivodato de Gran Polonia que juega en las ligas regionales. Posteriormente fundó la Akademia Reissa, una academia de fútbol para cadetes y juveniles que coopera estrechamente con la cantera del Lech Poznań.

## Palmarés
Lech Poznań
- I Liga de Polonia (1): 2001–02
- Copa de Polonia (2): 2003–04, 2008–09
- Supercopa de Polonia (1): 2004

Individual
- Mejor jugador de la Ekstraklasa: 2006[8]
- Máximo goleador de la Ekstraklasa: 2006–07
- Máximo goleador de la Copa de Polonia: 2003–04[9]